# Thibault Vermot
Pour les articles homonymes, voir Vermot.
Thibault Vermot, né à Dijon le 15 avril 1985, est un écrivain et traducteur français. Il vit en Normandie où il est également professeur agrégé dans l'enseignement secondaire.
Il est notamment l'auteur du roman Colorado Train, publié aux éditions Sarbacane, mention spéciale au Prix Vendredi 2017 et adapté en bande dessinée par Alex W. Inker, ainsi que du roman graphique Krimi.
Il est également bassiste dans le groupe de musique Silent Injury.

## Biographie

### Formation et carrière
Né à Dijon le 15 avril 1985, Thibault Vermot, fils de Marie-Sophie Vermot, grandit à Longevelle-sur-Doubs, Elbeuf-sur-Seine puis Sainte-Opportune du Bosc, où il passe la majeure partie de son enfance. Il fréquente les écoles primaires du groupement de communes de son village, puis la collège Saint-Georges de Beaumont-le-Roger. Après ses années au lycée Fénelon d'Elbeuf, il intègre l'hypokhâgne puis la khâgne du lycée Jeanne d'Arc de Rouen, puis l'Université de Rouen où il obtient un Master 2 de Lettres modernes.
Professeur certifié en 2008 puis agrégé en 2014, Thibault Vermot est professeur de français et de LCA dans l'enseignement secondaire. Il occupe une charge de cours à l'Université de Rouen en littérature du XIXe siècle en 2011, puis de culture générale et de questions contemporaines dans le cadre d'un cours de préparation à Sciences-po durant la période 2015 à 2019.
Il écrit en parallèle de son métier d'enseignant dès 2010 et met en 2012 le point final à son premier manuscrit, Tredecimus, texte développant l'histoire d'un treizième César écrit à la suite d'une lecture de Suétone, qu'il dépose chez divers éditeurs. Il raconte à ce sujet avoir ressenti un sentiment analogue à ce que décrit Stephen King dans Ecriture : Mémoires d'un métier, après avoir reçu et épinglé au-dessus de son bureau sa première lettre de refus des éditions Gallimard : la fierté d'une preuve concrète de l'existence de ce manuscrit. Un recueil de nouvelles achevé en 2013 contient déjà une version condensée de Colorado Train, qu'il reprend et transforme en roman durant les trois années qui suivent.
Colorado Train, roman de genre rappelant les textes de Stephen King, est publié chez Sarbacane en 2017 et obtient dès sa sortie une mention spéciale au Prix Vendredi, ainsi qu'un succès de librairie qui s'inscrit dans le renouveau d'une vogue du genre horrifique, via la sortie du film Ça et de la série Stranger Things sur la plateforme de VOD Netflix.
Inscrit à l'Université de Rouen, il commence en 2015 une thèse de littérature comparée, intitulée « Vertige de la folie : construction et métamorphose d’un narrateur/personnage incertain dans la littérature fantastique » et centrée autour d'un corpus d'œuvres rassemblant Nathaniel Hawthorne, Edgar Allan Poe, Ludwig Tieck, E.T.A. Hoffmann, Villiers de L'Isle-Adam et Guy de Maupassant. Il interrompt cette thèse en 2018 pour se consacrer en priorité à l'écriture.
Son second roman, Fraternidad, roman de cape et d'épée se déroulant en 2019, obtient également une mention spéciale au Prix Vendredi 2019. La Route froide paraît en parallèle, hommage à la littérature du Grand Nord de Jack London.
Dès 2020, Thibault Vermot renoue avec le genre horrifique en faisant paraître au sein de la collection « Hanté » chez Casterman deux novellas d'horreur : La Maison sans sommeil sous le pseudonyme de Benoît Malewicz, ainsi que Le Camping de la mort.
Dans le même temps, il publie de nouvelles traductions de textes anglais : L'Homme à la lèvre tordue, illustré par Anton Lomaev ; puis Le Livre de la jungle illustré par Florian Pigé aux éditions Sarbacane.
En 2022 paraissent deux romans : La Course dans les nuages, centré sur un raid aérien à la mode des années 1930, menant une pilote et un journaliste de Paris à Puerto Montt. Le second, Yokai, à destination du jeune public et se déroulant dans le Japon de l'ère Meiji.
L'adaptation en bande dessinée de Colorado Train, réalisée par Alex W. Inker, obtient le prix « Coup de Cœur » du festival de bandes dessinées Quai des Bulles de Saint-Malo en octobre 2022.
Dans la lignée du Livre de la Jungle qu'il avait adapté et traduit, Thibault Vermot mène l'adaptation d'un texte de Jules Verne, Deux ans de vacances, qui est publié en octobre 2023 aux éditions Sarbacane, illustré par Frédéric Pillot. 
Le 3 janvier 2024 paraît aux éditions Casterman le premier tome de Mangaka, série en quatre volumes centrée autour du personnage d'Asuka, lycéenne voulant faire carrière dans le manga. Mangaka est réédité en plusieurs tomes la même année, en août 2024 (Le Vampire d'Osaka) et en novembre (Entre deux mondes). 

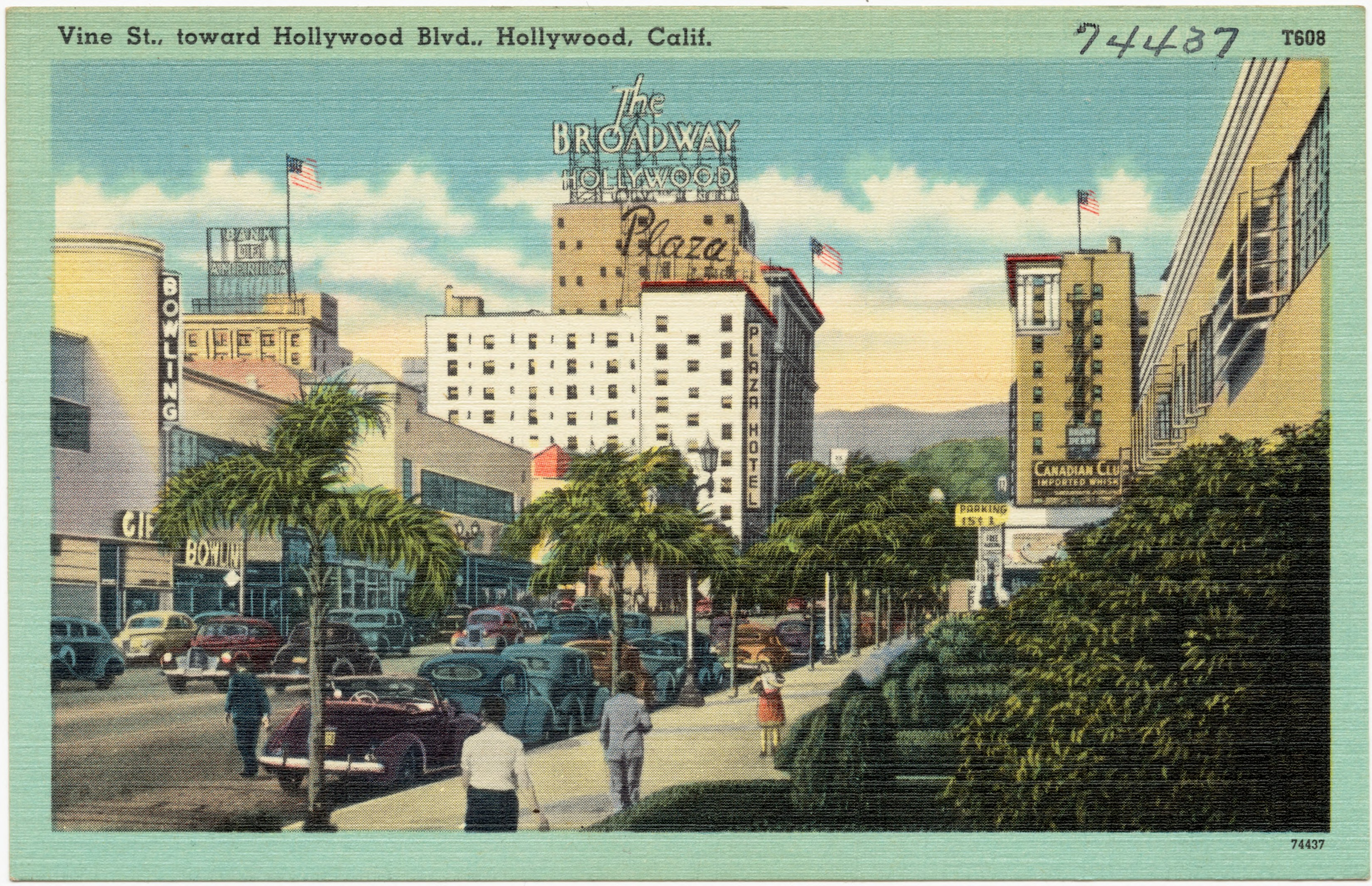
Vine Street, vers Hollywood Boulevard (Californie, carte postale datée des années 1930-45).

En octobre 2024 puis mars 2025 paraissent les deux tomes de Dark Glory aux éditions Sarbacane. Suite de Colorado Train, le roman reprend les personnages dix ans plus tard, dans l'Amérique des années 1950. Le roman suit Michael, jeune homme parti à Hollywood avec l'espoir de percer dans l'industrie du cinéma, tandis qu'à Durango, une nouvelle disparition d'enfant ravive les traumatismes du passé. Naviguant entre roman initiatique, hommage au cinéma noir et thriller psychologique, Dark Glory explore les fractures du rêve américain et la difficulté d'échapper aux ombres de l’enfance. 

### Krimi

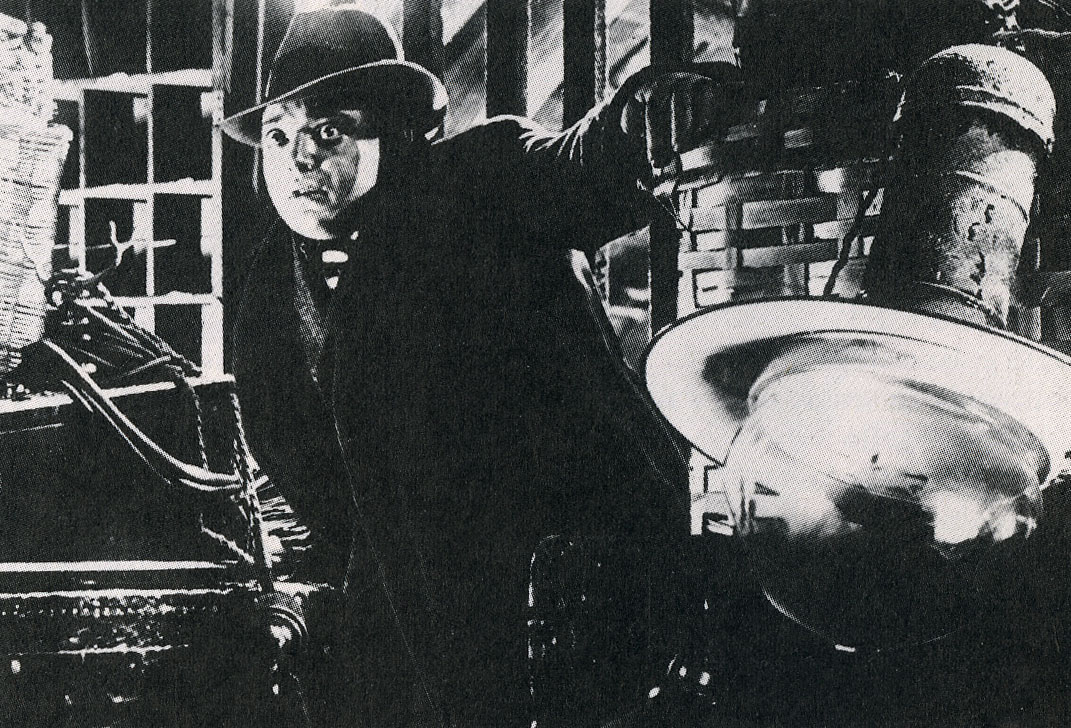
Peter Lorre, photogramme tiré du film de Fritz Lang M le Maudit (1931).

Krimi, roman graphique scénarisé par Vermot et dessiné par Alex W. Inker, est publié le 2 avril 2025 aux éditions Sarbacane. L'œuvre plonge le lecteur dans le Berlin des années 1930, une période marquée par l'essor du nazisme et une criminalité galopante, et explore la genèse du film M le Maudit de Fritz Lang, en imaginant les circonstances qui auraient pu inspirer le réalisateur. Le récit mêle réalité historique et fiction, en confrontant Lang à des événements et personnages qui l'amènent à concevoir ce chef-d'œuvre du cinéma. La bande dessinée aborde des thèmes tels que la fascination pour le mal, la montée du totalitarisme, et la frontière entre l'art et la réalité. 
À travers la figure de l’inspecteur Lohmann, qui propose à Lang de s’inspirer du tueur en série Peter Kürten, dit le « Vampire de Düsseldorf », le récit explore la croyance selon laquelle l’art, en particulier le cinéma, pourrait agir comme catalyseur social et prévenir la violence. Cette idée, relayée plus tard par l'appareil de propagande nazi, est ici présentée comme un espoir tragiquement démenti par l'Histoire.

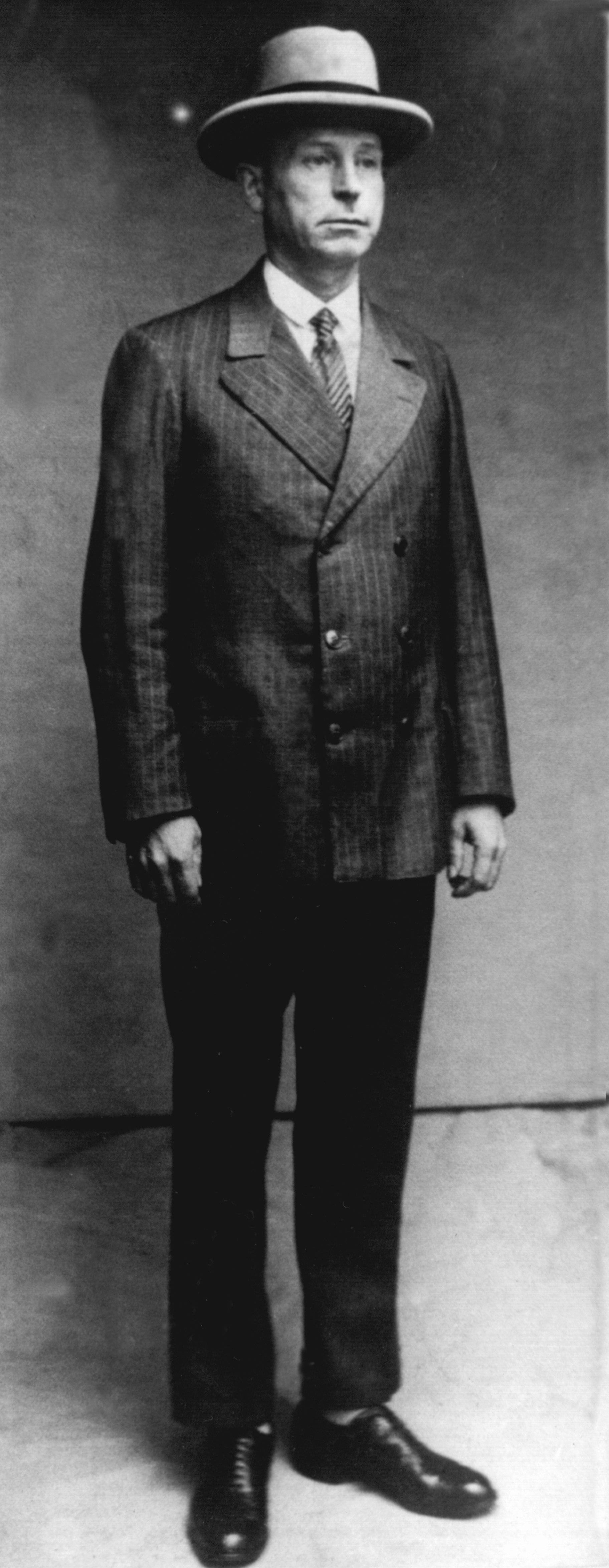
Photographie de Peter Kürten, prise par un photographe de la police allemande vers 1931.

Le roman graphique entremêle documentation historique et dimensions plus fantasmatiques, pénétrant la psyché de Fritz Lang plutôt que de retracer une biographie strictement fidèle. Thibault Vermot souligne ainsi l’effondrement progressif de la République de Weimar après le krach boursier de 1929, dans un contexte où l’essor du nazisme rend illusoires les espoirs de réforme sociale par l’art. L'album met en scène ce renversement historique en confrontant l'utopie de Lohmann à la réalité politique de l'époque.

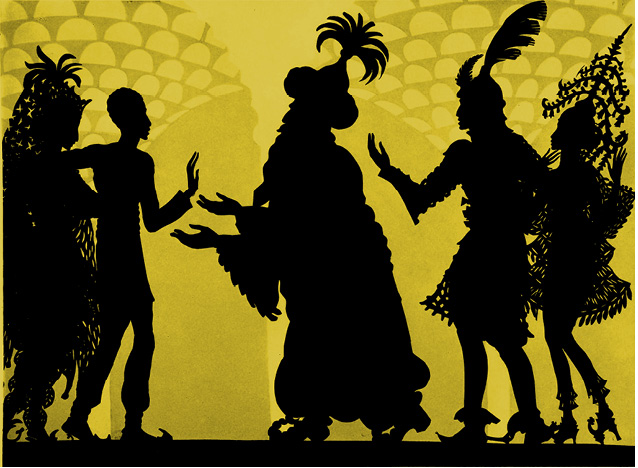
Silhouettes tirées du film Les Aventures du Prince Achmed (1923-26), de Lotte Reiniger.

Sur le plan esthétique, Alex W. Inker adopte un graphisme en noir et blanc inspiré de l’expressionnisme allemand et du cinéma de Lotte Reiniger, avec une attention particulière portée à la représentation de la violence. Refusant toute esthétisation morbide, Inker fragmente notamment les scènes de crime pour créer un effet de distance, évitant ainsi une vision crue ou complaisante. 
L'ouvrage a été salué dès sa sortie pour sa richesse narrative et sa qualité graphique. Le site BoDoï décrit Krimi comme une « bande dessinée rare et exigeante, tout en restant accessible », soulignant son noir et blanc expressif et son scénario complexe qui entremêle enquête policière, histoire du cinéma et contexte politique. Lucie Servin (France Culture) souligne le caractère « magistral » de l’ouvrage, saluant un travail graphique « éblouissant » mêlant encre et fusain avec une grande précision. Elle met en avant la capacité du livre à réinterroger le pouvoir de l’art et à raviver les thématiques du mal déjà au cœur du film M le Maudit, tout en rendant hommage à l'esthétique argentique et fumée de Fritz Lang. Antoine Guillot (France Culture) considère pour sa part Krimi comme « le grand livre de bande dessinée » du début d'année 2025, évoquant une œuvre « phénoménale » et « d'une intelligence totale ». Il insiste sur la manière dont Vermot et Inker plongent dans la psyché de Fritz Lang, mêlant rigueur documentaire et part de fantasme, et salue un graphisme saisissant, nourri par l’expressionnisme allemand, le film noir et la Nouvelle Objectivité.

### Traductions
Les œuvres de Thibault Vermot connaissent plusieurs traductions en langue étrangère. La Route froide est parue en italien en 2020 chez Einaudi Ragazzi sous le nom de La Strada Fredda, ainsi que La Maison sans sommeil (La Casa senza sonno) chez Gallucci en 2022. La bande dessinée d'Alex W. Inker tirée de Colorado Train paraît en polonais et en brésilien en 2023.

## Analyse de l'œuvre

### Thèmes

#### Le fantastique

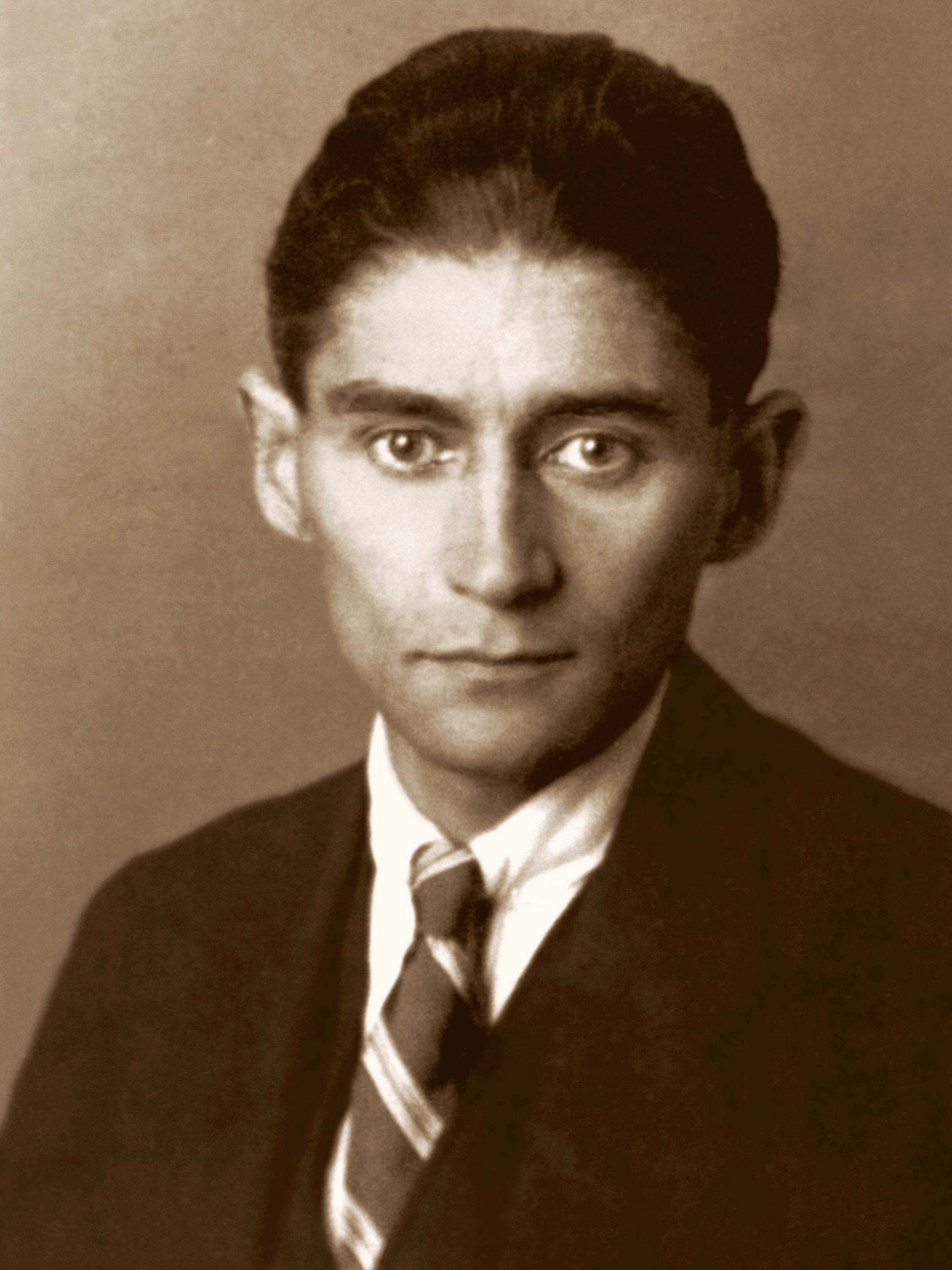
Franz Kafka, auteur du Château, portrait de 1923.

Le fantastique est récurrent dans les romans de Thibault Vermot. Colorado Train, La Maison sans sommeil ou Le Camping de la mort mettent en scène des personnages d'abord ancrés dans un monde concret et réaliste, et peu à peu menés à la frontière du réel. Le type de fantastique exploré par Thibault Vermot est surtout celui psychique : né de visions, d'épisodes de folie, d'obsessions personnelles ou d'extra-lucidité de ses personnages, pourtant plongés dans un univers plutôt réaliste. « Quant à moi, affirme-t-il, je suis fasciné par le phénomène d’ostranénie, qu’on retrouve immédiatement chez quelqu’un comme Kafka, dans les premières pages du Château par exemple, où la contemplation réitérée d’un univers excessivement rationnel, logique, entraîne le sentiment d’inquiétude.»   
Vermot se décrit comme un enfant sensible, en proie facilement aux cauchemars et tâchant de se forger le caractère en côtoyant des œuvres sombres ou inquiétantes. Cette prédilection pour le fantastique en littérature se retrouve par la suite dans ses articles universitaires, écrits dans le cadre d'une thèse de littérature comparée et précédant ses romans. Par effet de retour, les préoccupations liées au fantastique soulevées dans l'un de ses articles trouvent leur réalisation concrète dans Colorado Train, La Route froide, La Maison sans sommeil ou Le Camping de la mort : « l’esthétique du secret ; les avatars de l’instabilité ; la figure du solitaire, le double, une tendance à exploiter stylistiquement le point de vue inouï ; la nuit ; le doute, le subjectif, la peur de la folie (...).»  
La Route froide aborde le départ d'une famille de startuppers californiens saturés de travail et décidant de quitter la Californie pour le Yukon. Alors que le héros, Jonah, décide de se promener dans la neige tandis qu'une tempête est annoncée, la vanité humaine apparaît opposée à la permanence de la nature. Ce texte, démarré comme un pastiche de la nouvelle de Jack London Construire un feu, se déroule à l'époque contemporaine et questionne certaines tendances humaines à s'installer dans un endroit pour se l'approprier et en pervertir le fonctionnement d'origine. La terreur comme objet littéraire et thème, « état inhérent à l'enfance» écrit Vermot, est à nouveau au centre de la promenade solitaire du personnage de Jonah, confronté à lui-même au cœur de la tempête. Là encore, la solitude engendre des visions chez le personnage, et alimente sa sensibilité à une série d'événements proches du paranormal.
Cette confrontation à la peur, présente dans nombre de romans de Thibault Vermot, est, envisage-t-il, une « condition sine qua non» du passage de l'enfance à l'âge adulte. De fait, les textes de l'auteur se rattachent souvent au roman d'apprentissage, tout en cultivant l'idée d'une résistance nécessaire contre « la vie d'adulte rangée et serrée».

#### L'enfance et la dimension d'apprentissage
La plupart des récits de Thibault Vermot mettent en scène des enfants confrontés à une série de choix ou d'obstacles qui les mènent à grandir, et éventuellement à devenir adultes. Cette dimension de roman d'apprentissage est prégnante dans Colorado Train, où des enfants de douze ans sont confrontés aux crimes commis par un tueur, ou encore La Route froide, où Jonah doit apprendre à rabattre ses prétentions d'homme blanc conquérant au contact de la nature sauvage et de la native Leanij.
En règle générale, les figures parentales sont soit défaillantes, soit partielles, soit absentes dans les romans de Thibault Vermot, et participent aux situations de déséquilibre dans lesquelles sont plongés les protagonistes. Dans La Route froide ou dans La Maison sans sommeil, les personnages de Jonah puis Paul subissent des décisions parentales dont ils doivent subir les conséquences,. Jonah trouve un père de substitution chez le vieux Stegner, un voisin de ses parents dans le petit village de Matchbox Point, Yukon, où il vient d'atterrir. La famille d'Ed Perry, héros de Fraternidad, est destructurée ; le roman s'ouvre sur la fuite de son père, et les membres restants de la cellule familiale - Ed Perry lui-même, sa mère, sa sœur Brittany - coexistent dans un appartement miteux de la banlieue d'Exeter sans communiquer entre eux. L'un des enjeux du roman est d'ailleurs la restauration du lien entre Ed et Brittany. Ed Perry trouve également un père de substitution dans la figure du vieux Kane Robinson, qui joue le rôle de balise des valeurs oubliées après lesquelles court Ed - et l'emmène avec lui pêcher dans le lac du Leingatt Manor, comme le ferait un père avec son fils.

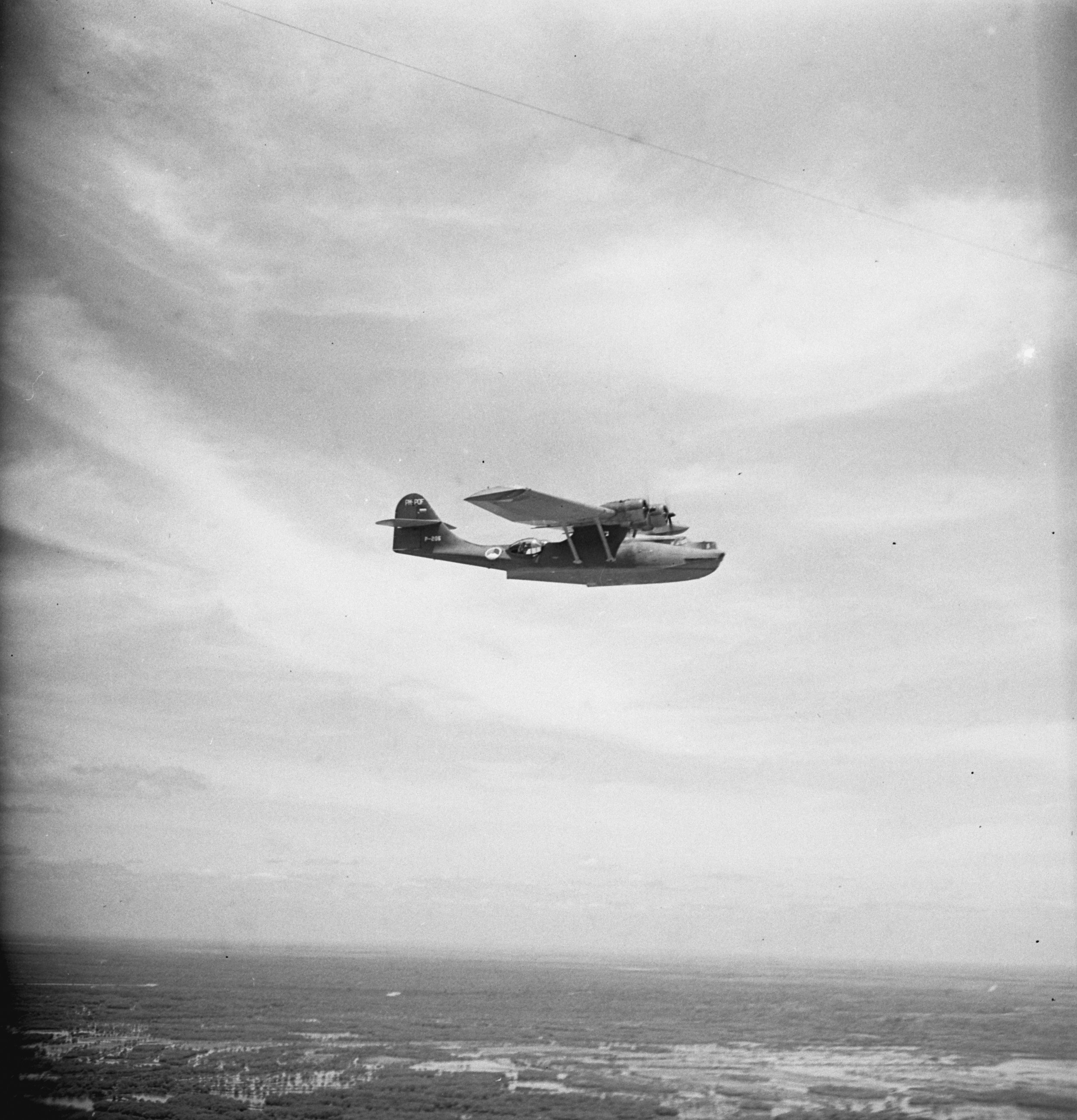
Le PBY Catalina (1947), appareil piloté par Salomé Declercq dans La Course dans les nuages.

Dans La Course dans les nuages, l'héroïne Salomé Declercq, future pilote de PBY Catalina, est issue d'un cercle d'orphelines. Le motif des orphelins clôt également le roman, puisque Salomé et le journaliste qui l'accompagne au cours du raid repartent du Chili en embarquant avec eux les « enfants perdus » de Puerto Montt.

#### La réflexion historique et politique
Le deuxième roman de Vermot, Fraternidad expose une galerie de figures obsédées par les idéaux des romans de cape et d'épée, confrontées aux sombres perspectives de la géopolitique en 2019. L'entrelacement de l'intrigue romanesque à une géopolitique documentée de façon réaliste et précise se retrouve également dans La Course dans les nuages.
La Seconde Guerre mondiale apparaît souvent en filigrane des textes de Thibault Vermot, de façon plus ou moins lointaine. Colorado Train ou La Course dans les nuages y sont étroitement liés : dans le premier roman, l'action se déroule en 1949-50, et l'antagoniste principal est le creuset de réminiscences du Débarquement de Normandie. Dans le second, l'action se déroule en 1938, et à l'occasion de son passage en Espagne ou au Brésil, la pilote fictive Salomé Declercq engage le combat contre des escadrilles nazies. Dans La Route froide, le personnage du vieux Stegner est témoin de la libération de Varsovie, tandis que dans Fraternidad, le personnage de Kane Robinson a vécu le Blitz. Dans La Maison sans sommeil, les trois jeunes protagonistes, Annaë, Paul et Thibald, assistent à l'exhumation d'un coffre de métal frappé d'une croix gammée, à l'occasion de travaux de rénovation urbaine.
Ce contexte historique, qu'il serve de toile de fond (La Course dans les nuages) ou de simple référence anecdotique (La Maison sans sommeil), transforme les personnages des romans de Vermot en interfaces : produits d'un certain monde sans reconnaître forcément ses valeurs, leurs choix les amènent à des décisions politiques au sens large, donc à décider quel rôle ils doivent jouer dans la Cité une fois adultes. Dans Colorado Train, les héros encore enfants font partie d'une société d'oubliés de l'Amérique, où pourtant le progrès post-Seconde Guerre mondiale bat son plein ; mais aussi la menace de la Bombe. Dans Fraternidad, le héros Ed Perry, un idéaliste, rejette en bloc la version trop capitaliste du monde qui l'entoure et le heurte. Il quitte le lycée, prétend rompre ses attaches sociales et familiales, et s'efforce de redéfinir son rapport aux autres via son obsession romantique pour l'état de mousquetaire.
 

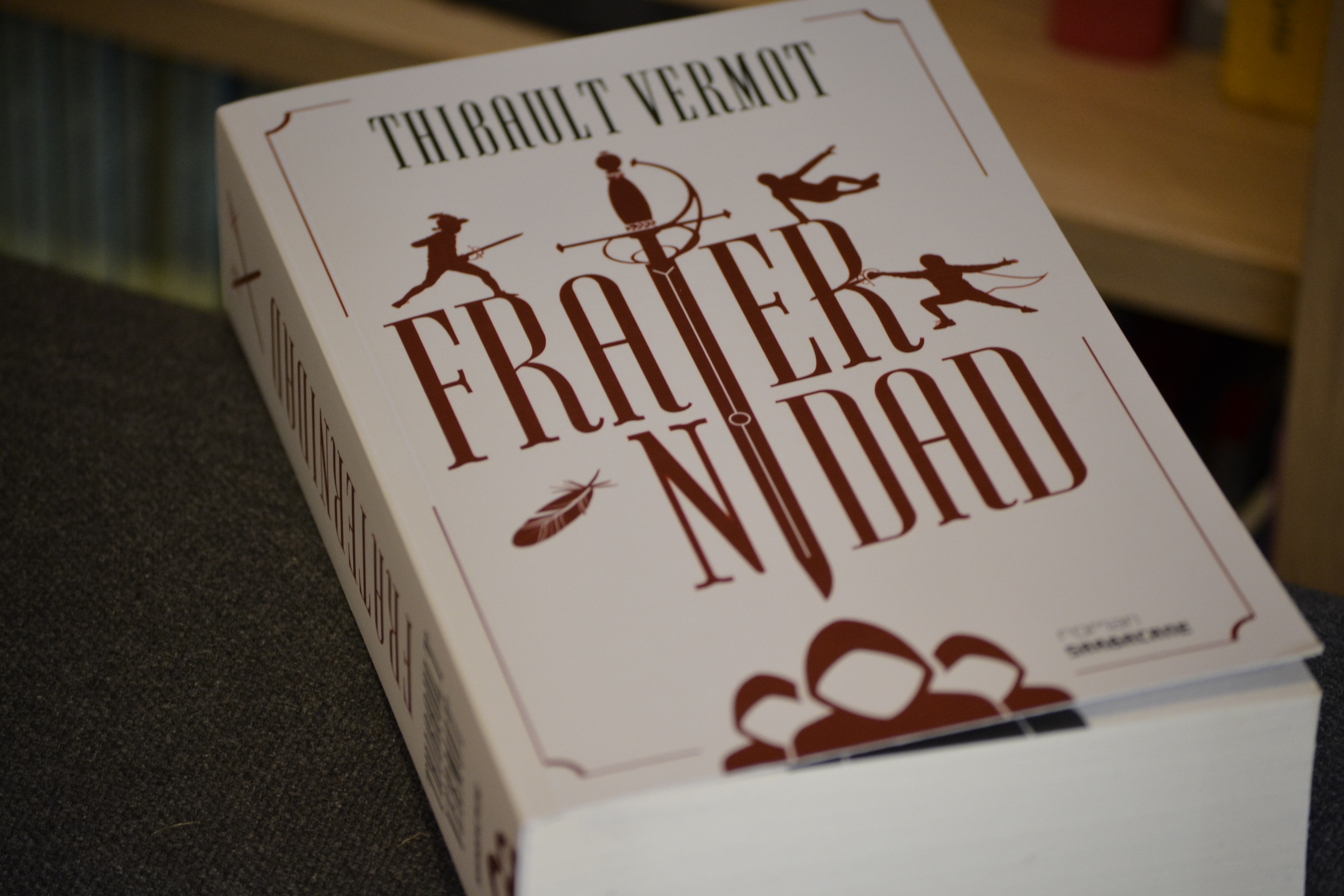
Première de couverture du roman Fraternidad (2019).

Commentant également le contexte d'écriture de La Route froide, Thibault Vermot précise être « catastrophé par la condition des Amérindiens », considéré aux Etats-Unis comme un « peuple-poubelle » ou « maudit par l'Histoire ». Le personnage de Léanij, native, symbolise une forme de révolte contre cet état des choses, et son discours une mise en garde pour le jeune héros Jonah, incarnation du colon Blanc. La Course dans les nuages met en scène tous les éléments d'une critique de l'angélisme humanitaire : le duel aérien entre Declercq et Blake est tout autant prétexte à sauver les habitants de Puerto Montt, ville ravagée par un séisme fictif ; mais aussi à gagner de l'argent grâce à un concours médiatique ; mais également à réaliser un exploit sportif. L'excipit du roman et en valeur une fausse note d'espoir ; l'action se déroule en 1938, la guerre est aux porte de l'Europe, et Salomé Declercq déclare pourtant :
« Nous sommes sur le chemin de la maison, notre bonne vieille Europe. J’ai hâte de repasser l’équateur. Et ni toi ni moi ne sommes des héros de roman, mais (Edgar serra sa main en retour et la regarda droit dans les yeux) j’ai la ferme intention de croire que tout va bien se passer, désormais. » (La Course dans les nuages, chap. 41, « Blitzkrieg »)

#### Krimi: le pouvoir de l'art
Dans Krimi (2025), Thibault Vermot revisite la genèse du film M le Maudit (1931) de Fritz Lang à travers une fiction ancrée dans le Berlin de la République de Weimar, marqué par le chômage, la montée des extrêmes et l'essor du nazisme. Le roman graphique imagine l’inspecteur Lohmann, personnage fictif, incitant Lang à s’inspirer des crimes du Vampire de Düsseldorf pour éveiller les consciences par le cinéma. Cette hypothèse narrative repose sur l'idée que « le cinéma peut être un catalyseur de la violence sociale et qu’en faisant des films sur le crime, il n’y aura plus de crime dans la rue ».
Krimi interroge ainsi le rôle de l’art dans une époque troublée, en soulignant que cette croyance optimiste, incarnée par Lohmann, sera tragiquement démentie par l'Histoire. Thibault Vermot rappelle que « Lohmann, fidèle de la République de Weimar, croit qu’on peut utiliser l’art pour des effets bénéfiques. C’est précisément le contraire qui aura lieu quelques années plus tard ». Le roman graphique joue sur cette ironie tragique : au moment où Lohmann affirme que le projet d'endiguer le crime par le cinéma est une réussite, l'arrivée imminente des nazis contredit toute illusion de progrès.
La démarche narrative de Vermot mêle étroitement documentation historique solide et fiction spéculative. Comme l’explique Alex W. Inker, « Thibault Vermot a utilisé des anecdotes véridiques et d’autres plausibles mais totalement fausses », afin d'illustrer la manière dont « les mots, les images et les récits peuvent manipuler les foules ». Krimi explore ainsi non seulement la figure du mal individuel, mais aussi celle d’un mal collectif en gestation, à l’ombre du pouvoir nazi naissant,.
Plusieurs critiques soulignent la portée symbolique de l'œuvre. Selon Mediapart, Krimi illustre « la fin de l'enfance du cinéma », en liant la transition du muet au parlant avec le traitement du meurtre d’enfants dans M le Maudit. En étudiant par ailleurs l’émergence du crime de masse dans les années 1930, Vermot et Inker décrivent, selon L’Humanité, « une société en proie à ses démons, où le crime devient une maladie sociale, née de la haine, de la peur, de la fracture sociale, du ressentiment et de la misère, qui se retournent contre les figures mêmes de l’espoir et du futur : les enfants », en écho aux inquiétudes contemporaines.

#### Le voyage
Un roman, dit Vermot, entretient avec son lecteur une exigence d'exotisme ; un déplacement géographique, chronologique, ou au moins un décalage avec le réel. Le thème du voyage est régulièrement entretenu dans ses romans, qu'on le trouve dans la situation spatio-temporelle donnée dès le début du roman (Colorado Train se déroule en 1949 aux Etats-Unis, Yokai dans un Japon de style ère Meiji), ou que ses personnages voyagent eux-mêmes, comme le font Jonah dans La Route froide, Salomé Declercq dans La Course dans les nuages ou les protagonistes du Camping de la mort.

Cette dimension de voyage dans les romans de Thibault Vermot participe à l'évolution des personnages, et pousse leur volonté et leurs réflexes vitaux dans ses retranchements. Dans cette perspective, le voyage comme changement est source d'inquiétude et d'affolement des directions. Cette théorie particulière du voyage est soulignée par Vermot, étudiant les ressorts de La Nuit de Maupassant dans un acte de colloque : 

C’est après seulement être ressorti du bois que la mutation du sentiment du narrateur est redoublée par la disparition de la lumière artificielle, qui donne soudain à Paris cet aspect de ville morte, comme si dans une certaine mesure le passage dans le bois avait révélé la vraie nature de la ville : « Alors je m’aperçus tout à coup que les becs de gaz étaient éteints. » Dès lors, la flânerie joyeuse du récit est transformée en marche forcée à travers un paysage aveugle. 

Fraternidad, chapitre 96 : Ed, Selene et Cliff, embarqués sur le voilier de ce dernier dans une dangereuse traversée de la Manche, croisent la route d'un méthanier en pleine nuit.

Dans Colorado Train, le trajet Durango / Silverton précipite les personnages vers la confrontation finale avec le tueur (chap. 54 à 58). Dans Fraternidad, Sélène voyage « du bon côté de Varsovie, à l'ouest de la ville » jusqu'au sud de l'Angleterre pour rejoindre Ed Perry et former avec lui le cœur de la « Fraternidad » (chap. 47-48). Plus tard, la traversée de la Manche qui doit les mener à Saint-Malo puis Paris constitue une épreuve initiatique particulièrement rude, bien loin de ce qu'on lit dans les romans :  
– C’est un voyage dangereux.

– Avant de voir les cartes et d’entendre tout ce qu’il avait à dire, je ne savais pas. Dans les romans, un batelier vous mène d’un bord à l’autre de la Manche, et le trajet dure deux lignes.

– « Et il sauta dans le canot ; cinq minutes après, ils étaient à bord. À deux heures, le bâtiment jetait l’ancre dans le port de Dunkerque. »

– Et voilà !

– Et voilà. Il faut croire que les temps ont changé.

– Qu’est-ce que tu disais déjà, l’autre soir ?

– Le monde n’est plus une promenade.

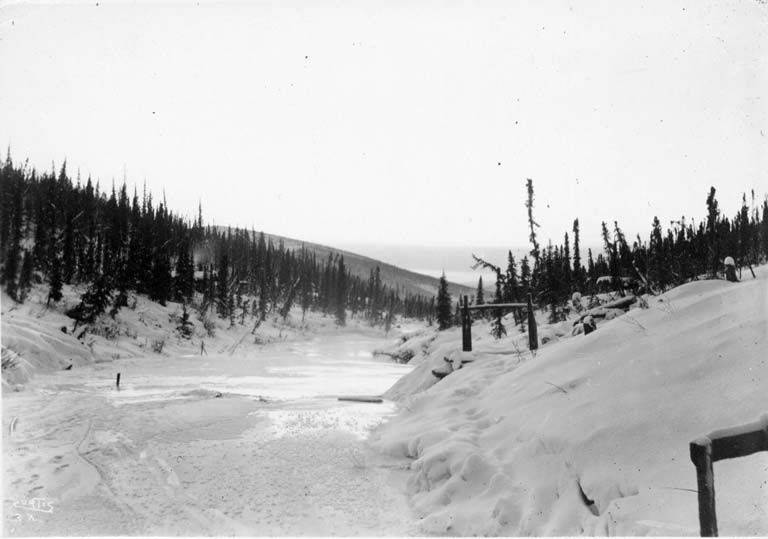
Possession minière recouverte par la neige à Sulphur Creek, Yukon (ca.1898), paysage similaire à ceux traversés par Jonah dans La Route froide.

La Route froide met d'abord en scène le trajet Californie / Yukon, qui expose Jonah à un brutal changement de paradigme, puisqu'il quitte la Silicon Valley pour un désert de glace (chap. 1). Un second trajet (dès le chap. 2) mène Jonah de sa maison de rondins à l'île aux Cèdres Rouges, et l'expose à nouveau à la désorientation, puisque la neige qui tombe fond tout point de repère dans le paysage. Se tirer du paysage devenu piège devient dès lors un enjeu vital (chap.24).
Dans La Maison sans sommeil, le protagoniste, Paul, déménage dès l'ouverture du roman ; ce déménagement dans une maison sinistre entraîne tous les événements qui conduisent à la catastrophe finale, au cours de laquelle Paul met le feu à sa propre chambre dans une réaction défensive. Dans Le Camping de la mort, l'action du roman est constituée par une promenade estivale en forêt et la perspective d'une soirée de camping entre amis pour fêter le seuil des vacances d'été. Peu à peu les protagonistes sont plongés dans une situation cauchemardesque, puisqu'au milieu de la nuit un cri réveille les campeurs, qui réalisent que l'un d'entre eux a disparu.

Le palais d'été du daimyo, dissimulé au cœur de la montagne, but du périple de Kyoko, Yanagi et Takata dans Yokai (illustration digitale).

Yokai place sa protagoniste, Kyoko, dans une situation inconfortable dès le premier chapitre, puisqu'elle est enlevée par deux rônins et cachée dans la montagne qui surplombe son village. Elle retourne après coup la situation à son avantage, puisque cet enlèvement devient pour elle des vacances imprévues, loin de parents qui ne s'occupent pas d'elle et au détriment de ses ravisseurs. La seconde partie du roman met en scène les trois personnages traversant la montagne pour y trouver le palais d'été d'un daimyo et lui dérober ses trésors. Une amitié se noue entre les deux rônins et Kyoko au cours de cette aventure, qui devient pour elle l'occasion de se trouver une nouvelle famille.

L'enjeu de La Course dans les nuages est la traversée de la moitié du globe, de Paris à Puerto-Montt. L'avancée de l'intrigue romanesque est donc calquée sur la notion même de voyage, et chaque étape, des prémisses du départ à l'arrivée au Chili, est l'occasion pour la pilote Salomé Declercq et le journaliste Edgar Loiseau, d'en apprendre davantage sur leur capacité à surmonter les aléas d'un voyage mécaniquement et politiquement dangereux, comme le note Loiseau dans le chap.6, « City Girl », à l'occasion d'un article :
Le « voyage dans un fauteuil » ? La blague ! Ça n’existe pas. Ne pas oublier, Puerto Montt n’est pas seulement une course héroïque. Puerto Montt est aussi une tragédie humaine. Il paraît que la ville est presque rayée de la carte.

#### Héroïnes
Les romans de Thibault Vermot mettent en scène des personnages féminins généralement puissants, et qui se démarquent des codes habituels de la fiction, en ce sens que ces personnages tombent rarement dans « les schémas amoureux les plus classiques. » Vermot explique qu'il utilise consciemment le test de Bechdel comme référence lorsqu'il compose un personnage féminin. Dans Colorado Train, Suzy est amoureuse de Michael, mais leur amour est contrarié par une hantise, l'ombre de leurs pères respectifs qui s'empoignent à la gorge (chap.46). Suzy, au-delà de cet aspect, est une « remarquable héroïne » au caractère bien trempé, à égalité avec la bande de Durham dont elle fait partie. « Mais elle, explique Don au sujet de Suzy Dedkin, pas question d’y toucher : il avait pas envie de perdre un œil ou une main. Elle était féroce, mon pote. » (chap.3) 
Fraternidad développe le personnage de Selene Malewicz, jeune mousquetaire de seize ans et équivalent féminin d'Ed Perry, dont le courage particulier est révélé à travers deux épisodes : son départ de Varsovie, où elle habite, pour rejoindre Ed en Angleterre, et qui la voit traverser l'Europe seule, au volant d'une voiture dont elle a falsifié les papiers en raison de son âge. La fin du roman, où elle pénètre dans l'immeuble de Random, antagoniste majeur de l'histoire, pour se mesurer à lui. Elle y risque sa vie. Ed Perry et Selene Malewicz s'admirent mutuellement, mais ne développent aucune relation amoureuse.
Dans La Maison sans sommeil, la jeune Annaë apparaît comme un personnage doué de plus de volonté et d'optimisme que Paul, le protagoniste, et de plus d'intelligence théorique et pratique que ce dernier et que Tibald, leur adjuvant. Elle est selon ses dires « pisteuse de fantômes » (chap.5) et possède entre autres un attirail sophistiqué pour détecter la présence éventuelle d'ectoplasmes (chap.7).

La Course dans les nuages met en scène une héroïne, Salomé Declercq, inspirée des aviatrices Amelia Earhart et Adrienne Bolland, dont l'aventure de la première traversée des Andes en aéroplane est citée dans le texte (chap.34, « La rue argentine »). Declercq est accompagnée de son faire-valoir, le journaliste Edgar Loiseau, et le surpasse en tout point : en expérience, en esprit pratique, en culture. De plus, c'est elle qui pilote le PBY Catalina qui doit les mener de Paris à Dakar, puis à Rio de Janeiro, puis enfin à Puerto Montt ; périple de quarante-huit heures parsemé de dangers, et course à remporter face à une « légende vivante » (chap.1, « Si bien l'un contre l'autre »), l'Anglais Orville Blake. La relation amicale entre Declercq et Loiseau commence par les méfiances et moqueries de la première envers le second, mais se développe au fil du roman jusqu'à suggérer un amour naissant :
Ils se regardèrent, le souffle court, les yeux pleins de fatigue et de tout ce qu’ils avaient affronté sur la route du ciel. Il y avait autre chose en plus, qui compensait la fatigue et l’angoisse de mourir dans les nuages, quelque chose qui n’avait rien à voir avec la mécanique, une jauge ou un manomètre, impossible à calculer – inestimable. Ça liait leurs yeux, leur souffle et leurs mains. C’est quoi ? se dit Edgar. De l’amitié ? Est-ce que c’est comme ça, l’amitié ? Quand on est amis, on se donne de grandes claques dans le dos, on rit fort, on se coupe la parole, et là, juste sa main dans la mienne et le silence, ça suffit. (chap. 41, « Blitzkrieg »)
Dans Yokai, la jeune héroïne Kyoko est enlevée par deux rônins, Yanagi et Takata, qui espèrent en tirer une rançon substantielle. Mais Kyoko, plus futée que ses deux ravisseurs, ayant « le chic pour transformer tout ce qui lui tombe sous la main en attirail de farces et attrapes » (chap.14), inverse la situation et tourne cet enlèvement a priori inquiétant en partie de campagne. De victime potentielle, elle devient le bourreau enfantin de Takata en particulier.

### Influences

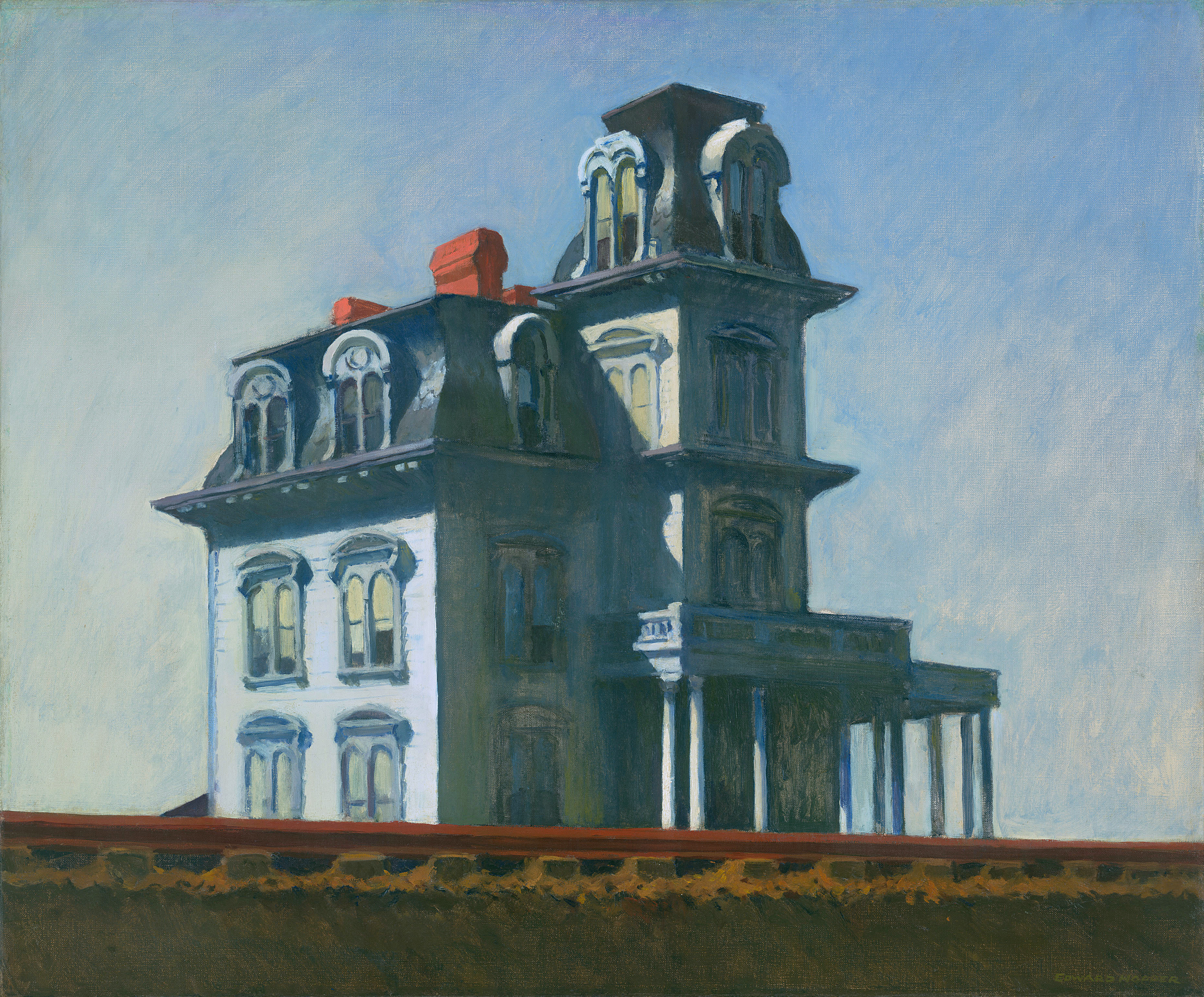
Maison au bord de la voie ferrée, tableau d'Edward Hopper, 1925.

Thibault Vermot explique que son entrée dans l'écriture est facilitée dès son enfance par ses deux parents. Il voit chaque jour sa mère (l'écrivaine Marie-Sophie Vermot) s'enfermer dans son bureau pour y écrire ses romans, et son père laisse sa bibliothèque à libre disposition. Très tôt, Vermot lit tout Corto Maltese, Le Vagabond des Limbes, Valérian et Laureline, Blueberry, Norman Spinrad, Asimov, John Brunner, Céline ou Kafka.
Il affirme peu après la publication de son premier roman que le processus de création de Colorado Train s'est probablement nourri de nombreuses références, mais que la majeure partie de ces références ont agi à un niveau inconscient, quand deux idées présidaient à l'écriture : « raconter une bonne histoire » et « faire peur à [s]on lecteur ». Il évoque cependant Edgar Poe ou Stephen King comme influences immédiates, mais également des créateurs comme Flaubert, Murakami, Nabokov, Chateaubriand, Julien Gracq, Stanley Kubrick ou Edward Hopper. Marqué par les photographies de Bruce Davidson ou de Sally Mann, il décrit Colorado Train comme un roman à l'action américaine, mais aux influences européennes.
Des œuvres comme Le Corps de Stephen King, Auprès de moi toujours de Kazuo Ishiguro, La Ballade de la mer salée d'Hugo Pratt, Le Poète de Michael Connelly, ou les romans de Franz Kafka ont joué un rôle déterminant dans sa formation littéraire.

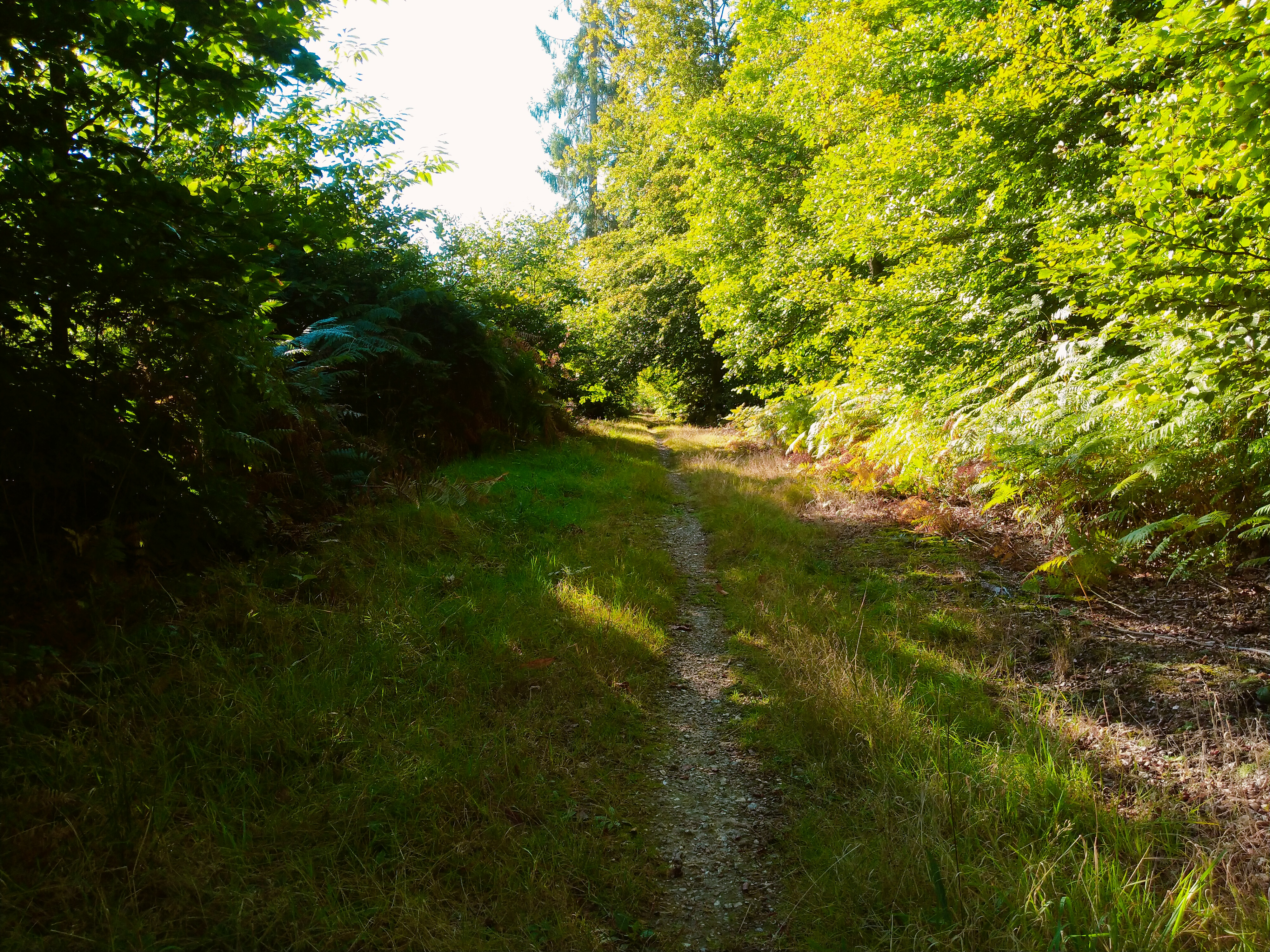
La forêt de Bord-Louviers, limite de parcelle 175.

Thibault Vermot convient de la grande influence des paysages qu'il a immédiatement côtoyés au cours de sa vie : l'Ouest américain et la ville de Durango pour Colorado Train, la forêt de Bord-Louviers pour Le Camping de la mort, le Devon pour Fraternidad, la ville de Louviers pour La Maison sans sommeil. La qualité de ses ambiances, la maîtrise de ses atmosphères sont relevées par la critique.

### Réception
Le magazine de littérature ActuaLitté note au sujet de Colorado Train que le roman « est rapidement devenu l’un des événements littérature « ado » tellement son style, son intelligence et son écriture sont totalement maîtrisés.» A sa sortie, Laurent Goumarre lui consacre un épisode de son émission, le Nouveau Rendez-Vous, sur France Inter, dans lequel le journaliste soulève la dimension inquiétante du roman, cristallisée par la figure du Wendigo, « monstre assez rare, très poétique, très effrayant ». Colorado Train est comparé à sa sortie à des œuvres comme Zephyr, Alabama (Le Mystère du lac) de Robert McCammon, Ça de Stephen King ou Nuit d'été de Dan Simmons.
Le magazine Télérama pointe le recyclage efficace des thèmes classiques du genre horrifique et l'efficacité de lecture du Camping de la mort : « L’auteur joue sur les peurs enfantines, la forêt, la nuit, les bruits indéterminés et angoissants, et sur les standards de l’horreur, la bête tapie dans l’ombre, le réel qui échappe totalement, le cauchemar soudain hors de contrôle. (...) Subtilement construit, son roman atteint son but : il fait vraiment peur.» La revue Page des Libraires fait le même constat au sujet de La Maison sans sommeil : l'auteur « tire les bonnes ficelles pour faire monter la peur. Certaines scènes, très cinématographiques, sont glaçantes. »
L'efficacité du style de Vermot est remarquée à l'occasion d'une lecture de La Course dans les nuages, également chroniquée dans Télérama. « Econome de ses mots, focalisé sur l'action, le texte tire en effet son souffle de la puissance des images et des émotions qu'il charrie.» Camille Billard, sur France Inter, conclut sa chronique sur le même roman en établissant que « la plume de Thibault Vermot est très réaliste et très documentée, tant sur l’époque troublée de la fin des années 30 que sur les aspects plus techniques de l’aviation. Il dresse le portrait d’une héroïne exceptionnelle et touchante qui a dû se battre pour faire sa place dans ce milieu très masculin et qui nous embarque dans une aventure pleine de rebondissements. »
À sa sortie en 2025, Krimi est salué pour son scénario ambitieux et sa maîtrise narrative. Laurent Delmas (France Inter) évoque « un mélange très habile de fiction et de réalité », tandis que Lucie Servin (France Culture) le décrit comme « magistral » et « profondément réflexif sur le pouvoir de l’art ». Antoine Guillot salue une « plongée phénoménale dans l’imaginaire de Fritz Lang », où le récit « dépasse la simple biographie pour atteindre l’ordre du fantasme ». Dans Les Inrockuptibles, Vincent Brunner décrit Krimi comme « un polar philosophique » qui « mélange faits et fiction pure » pour mieux explorer « la manipulation des masses par les mots et les images ». Il souligne la capacité de Thibault Vermot à mêler « des anecdotes véridiques et d’autres totalement fausses », mélange mimétique de la tendance de Fritz Lang lui-même à affabuler au sujet de sa propre vie.

## Œuvres

### Romans
- Colorado Train, roman, Sarbacane, Paris, 2017
- Fraternidad, roman, Sarbacane, Paris, 2019
- La Route froide, roman, Sarbacane, Paris, 2019
- La Maison sans sommeil, Benoît Malewicz (pseud.), Casterman, Paris, 2020
- Le Camping de la mort, roman, Casterman, Paris, 2021
- Yokai, roman, Sarbacane, Paris, 2022
- La Course dans les nuages, roman, Sarbacane, Paris, 2022
- Mangaka / Le Vampire d'Osaka, roman, Casterman, Paris, 2024
- Mangaka / Entre deux mondes, roman, Casterman, Paris, 2024
- Yokai, L'Île aux crabes, roman, Sarbacane, Paris, 2024
- Dark Glory, tome 1, roman, Sarbacane, Paris, 2024
- Dark Glory, tome 2, roman, Sarbacane, Paris, 2025

### Bandes dessinées
- Krimi, roman graphique (scénario Thibault Vermot, dessin Alex W. Inker), Sarbacane, Paris, 2025

### Nouvelles
- Owen Chase (The Aside Man), nouvelle, dans la revue Le Champ secret, 2010
- No Way Down, nouvelle, dans la revue Le Champ secret, 2013
- Toute seule, nouvelle illustrée par Justine Gasquet, Gryyym, Gabriel Delmas et al. éditeurs, août 2020[51]
- L'Apprenti de Merlin, Je Bouquine n°439, Bayard Presse, septembre 2020[52]
- La Nuit des singes, Je Bouquine n°446, Bayard Presse, avril 2021[53]
- Colline 215, Je Bouquine n°475, Bayard Presse, septembre 2023[54]

### Traductions
- L’Homme à la lèvre tordue, Conan Doyle, trad. Th. Vermot, Sarbacane, Paris, 2020
- Le Livre de la jungle, album (traduction/adaptation), Sarbacane, Paris, 2022

### Articles universitaires
- « Fantastique et politique », in Journée des doctorants 2015, organisée par Guillaume Cousin à l'Université de Rouen le 27 mai 2015[20]
- « Représentations de la femme et poétique fantastique dans les Tales d'Edgar Poe », in Journée des doctorants 2016, organisée par Guillaume Cousin et Sophia Mehrbrey à l'Université de Rouen le 18 mai 2016[55]
- « La ville fantastique dans trois récits : L’Homme des foules (Poe), A s’y méprendre (Villiers de L’Isle-Adam), La Nuit (Maupassant) », in Journée des doctorants 2017, organisée par Angélique Salaün et Sophia Mehrbrey à l'Université de Rouen le 10 mai 2017[34]
- « M le Maudit de Fritz Lang (1931), ou la Ville inquiète » in Journée des doctorants 2017, organisée par Aurélien d’Avout et Alex Pépino à l'Université de Rouen le 30 mai 2018[56]

### Articles journalistiques
- « Vaccins : les laboratoires veulent faire la Bourse en tête », in Libération, 1er décembre 2020[57]

## Prix et distinctions
- Mention spéciale au Prix Vendredi 2017 pour Colorado Train
- Mention spéciale au Prix Vendredi 2019 pour Fraternidad
- Prix Durance Ados 2022 pour Le Camping de la mort

## Discographie

### Albums studio
- 2025 : Silent Injury[58]